# Buchovo
Buchovo (bulgariska: Бухово) är ett distrikt i Bulgarien.   Det ligger i kommunen Stolitjna Obsjtina och regionen Sofija-grad, i den västra delen av landet, 21 km öster om huvudstaden Sofia.
I omgivningarna runt Buchovo växer i huvudsak blandskog. Runt Buchovo är det tätbefolkat, med 308 invånare per kvadratkilometer.